# Margarida de Cardona
Margarida de Cardona   (1535 (Gregorià) - Madrid, 1609) Margarida Folch de Cardona i Requesens, fou una noble catalana membre de la cort dels regnes de l'imperi hispà. Va ser la dama de companyia de l'emperadriu Maria d'Àustria i de Portugal entre 1548 i 1581. Va tenir una posició influent a la cort de l'emperadriu i la correspondència que va mantenir amb el seu marit, Adam von Dietrichstein, i amb la seva filla, Anna von Dietrichstein, ens ha proporcionat una valuosa documentació sobre la política interna d'aquesta casa reial i sobre els seus membres.

## Biografia
Margarita de Cardona era filla dels nobles catalans Antoni Folch de Cardona i Enríquez (Baró de Sant Boi, Virrei i Capità General de Sardenya i Majordom Major de Maria d'Àustria, a més de comanador de l'Orde de Sant Jaume) i Maria de Requesens (m. 1577), filla de Galceran de Requesens i Elena de Baucio. Margarida de Cardona va ser nomenada dama d'honor de la princesa Maria abans del seu matrimoni amb Maximilià.
Va acompanyar Maria a Àustria l'any 1551. Allí es va casar amb el diplomàtic i oficial de la cort alemanya Adam von Dietrichstein, el 1554. Van tenir tretze fills. La seva mare ja havia servit com a dama de companyia de Maria d'Àustria entre els anys 1554 i 1577, i Margarida de Cardona va ser nomenada dama de companyia després del seu matrimoni amb el camarlenc de Maximilià. Margarita de Cardona i Adam von Dietrichstein, juntament amb Maria de Lara i Wratislav von Pernstein, pertanyien al cercle íntim de cortesans estrictament catòlics preferit per Maria a Àustria.
El 1563, Margarida va marxar a la península ibèrica amb el seu marit, que fou nomenat tutor dels fills de Maria d'Àustria, Rudolf i Ernst. El 1570, va ser rebre l'encàrrec d'organitzar la casa de la nova muller del rei Felip II, Anna d'Àustria. Les seves filles i les seves germanes van esdevenir totes dames de companyia de la reina Anna i de les princeses de la cort. Margarita de Cardona il·lustra la influència que podia arribar a tenir una dama d'honor respecte als nomenaments de l'organització interna de la cort.
El 1573, va tornar a Àustria i va reprendre el seu càrrec com a dama de companyia de Maria d'Àustria. Margarida de Cardona va acompanyar Maria a la península ibèrica quan l'emperadriu va quedar vídua i s'hi va retirar a morir.